# Yutaka Morioka
Yutaka Morioka (森岡豊?, Yutaka Morioka; 8 marzo 1922 – luglio 1993) è stato un aviatore giapponese.
Fu un asso dell'aviazione da caccia della Dai-Nippon Teikoku Kaigun Kōkū Hombu, il servizio aeronautico della Marina imperiale giapponese, durante la seconda guerra mondiale. È accreditato dell'abbattimento di 5 velivoli nemici.

## Biografia
Nacque l'8 marzo 1922 da una famiglia di armaioli, e dopo essersi arruolato nella marina imperiale fu ammesso a frequentare l'Accademia di Etajima da cui uscì l'11 novembre 1941 con il brevetto di ufficiale. Dopo aver ottenuto la qualifica di pilota di bombardieri in picchiata Aichi D3A Val entrò in servizio pressò l'Usa Kokutai, di stanza nella parte nord dell'isola di Kyosho, con il compito di istruttore al bombardamento in picchiata.

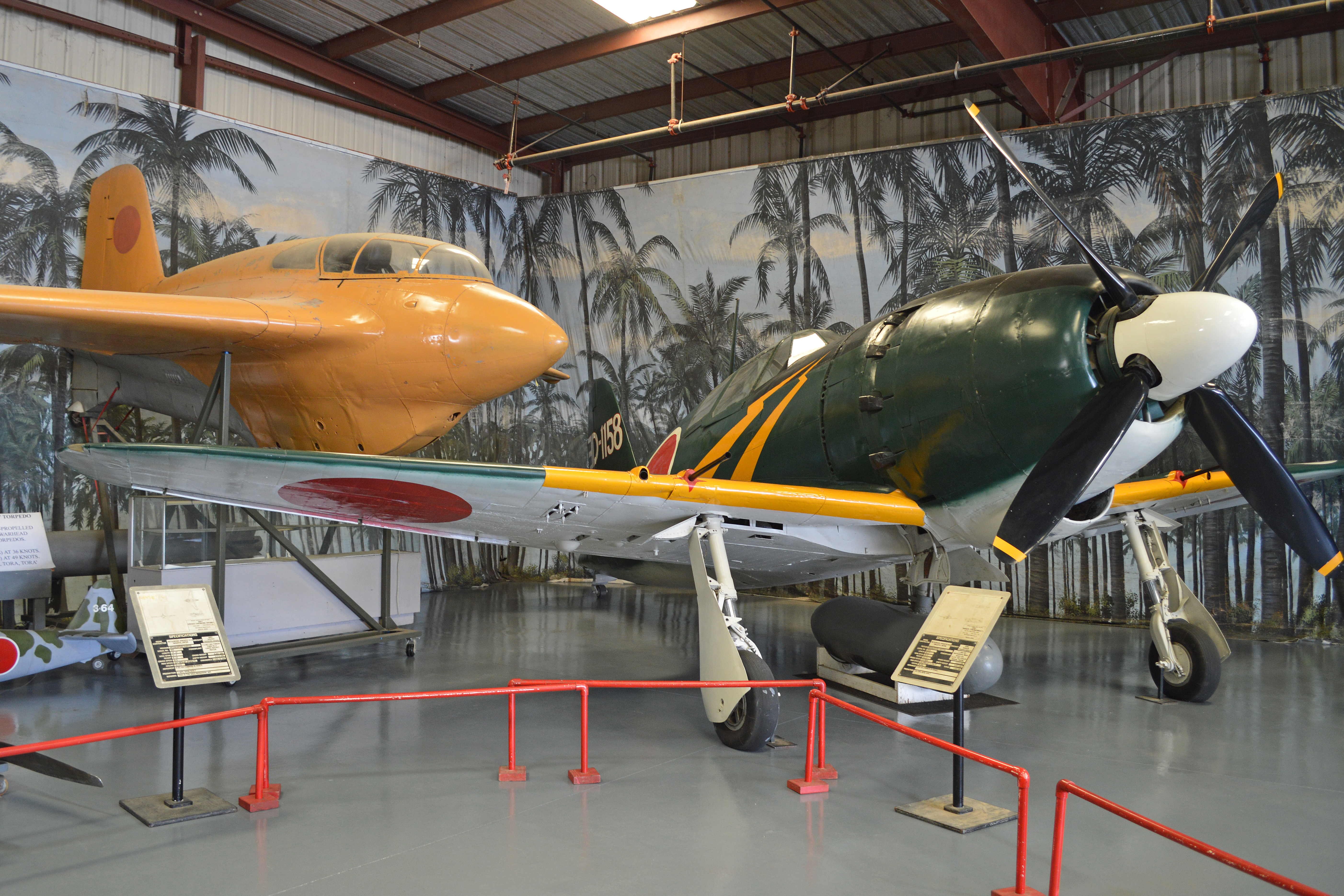
Un esemplare di Mitsubishi J2M esposto presso il Planes of Fame Air Museum di Chino, California. Dietro si vede un caccia con propulsione a razzo Mitsubishi J8M1 Shusui.

A  causa dell'andamento negativo del conflitto gli fu offerta l'opportunità di conseguire il brevetto di pilota da caccia ed essere assegnato ad una unità da combattimento. Accettata la proposta fu assegnato al 302° Kokutai di stanza sull'aeroporto di Atsugi iniziando un periodo di addestramento avendo come istruttore il chu-i Sadaaki Akamatsu, un esperto pilota accreditato di numerose vittorie. Dopo due mesi ricevette il comando di tre squadriglie (Chutai) del Kokutai, due dotate dei nuovi caccia Mitsubishi J2M3 Raiden e una dei Mitsubishi A6M5 e A6M7 Zero. Rivendicò la sua prima vittoria il 5 novembre 1944 a bordo di un A6M5 Zero, quando attaccò un bombardiere quadrimotore Boeing B-29 Superfortress, ma il 23 gennaio 1945, mentre attaccava un altro B-29 che  stava bombardando la città di Nagoya rimase gravemente ferito al braccio sinistro dal fuoco di risposta. Nonostante la ferita riuscì a rientrare alla base, ma ricoverato in ospedale gli fu amputato l'avambraccio sinistro. Riprese servizio attivo in breve tempo, dopo essersi fatto applicare un uncino di ferro sul moncone dell'arto adattato per consentirgli di pilotare un velivolo.
Ritornò al successo il 3 agosto quando abbatte un caccia North American P-51 Mustang e due aerei da pattugliamento marittimo Consolidated PB4Y-2 Privateer, cui seguì un idrovolante Consolidated PBY Catalina il 13 agosto e, volando a bordo di un J2M Raiden, un Grumman F6F Hellcat il 15 agosto, ultimo giorno di guerra. Ritornato alla vita civile conseguì il diploma di ragioniere,  e si spense nel luglio 1993.

### Annotazioni
1. ↑  La base aerea di Atsugi si trovava a 43 km a sud-ovest di Tokio.
2. ↑  Akamatsu, un famoso pilota già asso durante la seconda guerra sino-giapponese con 11 vittorie, terminò la carriera con un totale di 27 o 30 vittorie, a seconda delle fonti consultate.
3. ↑  Si trattava di un bombardiere appartenente al 79rd Bomber Wing che fu successivamente abbattuto da un altro pilota giapponese.
4. ↑  Si trattava di un velivolo appartenente allo Squadron VF-88 decollato dalla portaerei Yorktown.

### Fonti
1. 1 2 3 4 5 6 7  Viola 2010, p. 30.
2. 1 2 3 4  Viola 2010, p. 31.
3. 1 2  Tillman 2010, p. 193.
4. 1 2 3  Viola 2010, p. 32.

### Pubblicazioni
- Giorgio Viola, Yutaka Morioka. Il "Capitan Uncino" del Sol Levante, in Aerei nella Storia, n. 70, Parma, West-Ward Edizioni, febbraio-marzo 2010,  pp. 30-32.